# Agnès Michaux
Pour les articles homonymes, voir Michaux.
Agnès Michaux est une femme de lettres, traductrice et journaliste française née en 1968 à Tours.

## 1968

### Formation
Agnès Michaux a étudié à  l’école normale supérieure et a consacré son diplôme de troisième cycle aux « écrivains anglo-saxons dans la Venise du XIXe siècle ».

### Carrière
Agnès Michaux a été, entre 1993 et 2002, journaliste et animatrice sur la chaîne Canal+, collaborant entre autres aux émissions Nulle part ailleurs et La Grande Famille et animant une émission hebdomadaire sur le cinéma d'auteur, Bande(s) à part.
À la radio, elle est pendant un temps sur les ondes de France Inter aux côtés de Stéphane Bern dans l'émission Le Fou du Roi.
Elle est l'autrice de nombreux romans, dont Je les chasserai jusqu'au bout du monde jusqu'à ce qu'ils en crèvent (Éditions 1, 1999), sélectionné pour le prix Interallié 1999, Le Suaire (Calmann-Lévy, 2002), Zelda (Flammarion, 2006), Le Témoin (Flammarion-J'ai lu, 2009, prix Lauriers verts de la Forêt des Livres), Les Sentiments (Flammarion-J'ai lu, 2010).
En tant que traductrice, elle a notamment porté en français le best-seller de Tatiana de Rosnay, Elle s'appelait Sarah (Héloïse d'Ormesson-Le Livre de Poche, 2008).
Elle est également l'autrice de deux documentaires sur le cinéma : À la recherche de Stanley Kubrick (1999) et Sur les traces de Terrence Malick (2000).

## Publications

### Romans
- 1998 : Sissi, une vie retrouvée, éditions no 1  (ISBN 978-2-86391-888-3) - Rééd. J'ai lu
- 1999 : Je les chasserai jusqu'au bout du monde jusqu'à ce qu'ils en crèvent, éditions no 1  (ISBN 9782863919330)
- 2002 : Le Suaire, Calmann-Lévy  (ISBN 9782702133361)
- 2005 : Stayin' alive, éditions du Rocher  (ISBN 9782268052915)
- 2006 : Zelda, Flammarion,  (ISBN 9782080687777)
- 2009 : Le Témoin, J'ai lu-Flammarion  (ISBN 978-2-08-120194-1)
- 2010 : Les Sentiments, J'ai lu-Flammarion  (ISBN 9782081243491)
- 2015 : Codex Botticelli, Éditions Belfond  (ISBN 9782714460271)
- 2016 : Journée exceptionnelle du déclin de Samuel Cramer, Éditions Belfond  (ISBN 978-2-7144-7126-0)
- 2017 : Système, Éditions Belfond  (ISBN 978-2-7144-7810-8)
- 2018 : Roman noir, Éditions Joëlle Losfeld  (ISBN 978-2-0727-4830-1)
- 2020 : La Fabrication des chiens - Tome 1 : 1889, Éditions Belfond  (ISBN 978-2-7144-7961-7)
- 2021 : La Fabrication des chiens - Tome 2 : 1899, Éditions Belfond  (ISBN 978-2-7144-8233-4)
- 2022 : La Fabrication des chiens - Tome 3 : 1909, Éditions Belfond  (ISBN 978-2-7144-9553-2)

### Essais et documents
- 1993 : Dictionnaire misogyne, éditions Jean-Claude Lattès  (ISBN 9782253137085) - Rééd. Le Livre de poche
- 1996 : Le Roman de Venise, Albin Michel  (ISBN 9782226085115)
- 2011 : Kissing My Songs, textes et conversations avec Nicola Sirkis, Flammarion  (ISBN 9782081268142)
- 2012 : Death Is a Star - La Mort : sa vie, son œuvre. Coécrit avec Anton Lenoir, Flammarion  (ISBN 9782081286092)
- 2014 : Miscellanées à l'usage des gens heureux (ou désirant le devenir), Autrement  (ISBN 9782746735989)
- 2017 : Le Dictionnaire de l'espionnage (du bureau des légendes). Illustré par Anton Lenoir, The Oligarchs Editions  (ISBN 9782956067627)

### Traductions
- 2005 : Libba Bray, L’Œil du destin : Les Sorcières de Spence (A Great and Terrible Beauty), Éditions du Rocher  (ISBN 9782268054087)
- 2007 : Tatiana de Rosnay, Elle s'appelait Sarah (Sarah's Key), éd. Héloïse d'Ormesson  (ISBN 9782350870458)
- 2008 : Matthew Carr, La Mécanique infernale (The Infernal Machine), éd. Héloïse d'Ormesson  (ISBN 9782350870786)
- 2009 : Tatiana de Rosnay, Boomerang (A Secret Kept), éd. Héloïse d'Ormesson  (ISBN 9782350871066)
- 2016 : Saïdeh Pakravan, La Trêve, Éditions Belfond  (ISBN 9782714474285)
- 2024 : Pete Doherty, Un garçon charmant, Le Cherche-Midi  (ISBN 9782749176536)